# 比纳莱萨
比纳莱萨，是西班牙巴伦西亚自治区巴伦西亚省的一个市镇。总面积2平方公里，总人口2431人（2001年），人口密度1216人/平方公里。